# Viet vo dao

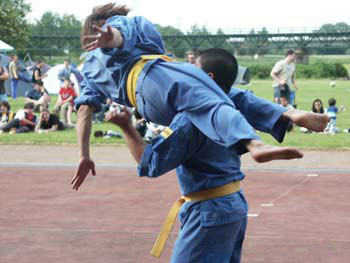
Minden, Německo

Viet vo dao (vietnamsky Việt Võ Đạo, Việt = vietnamské, Võ = bojové, Đạo = učení) je poměrně nové vietnamské bojové umění. Vychází ze starých stylů buddhistických mnichů, ale ke kodifikaci jednotného uceleného systému došlo až v roce 1938.
Trénují se jak techniky boje beze zbraně (kopy, údery, porazy), tak techniky boje se zbraněmi (binh khi). Ze zbraní jsou to především tyče, cepy, nože a krátké meče.
Podle úrovně zvládnutí různých technik, jsou cvičenci rozděleni do čtyř žákovských (cap) a deseti mistrovských (dap) stupňů.